# 最高人民法院督察局
最高人民法院督察局，位于北京市东城区东交民巷27号，是中华人民共和国最高人民法院内设机构。

## 沿革
1990年3月31日，《最高人民法院关于印发〈人民法院监察工作暂行规定〉〈人民法院监察部门查处违纪案件的暂行办法〉的通知》下发。《人民法院监察工作暂行规定》第八条规定：“最高人民法院设立监察室，在最高人民法院院长的领导下，负责领导和管理全国法院系统的监察工作，并对本院及其工作人员，高级人民法院及其院长、副院长进行监察。”第十一条规定：“最高人民法院监察室设主任一人、副主任二人。”第二十二条规定：“上级法院监察部门必要时有权审理下级法院监察部门管辖范围的案件；最高人民法院监察室有权审理各级人民法院监察部门管辖范围的案件。”第三十三条规定：“本规定由最高人民法院监察室负责解释。”《人民法院监察部门查处违纪案件的暂行办法》对最高人民法院监察室的职责作了详细规定。
1986年1月14日，中央纪委批准最高人民法院党组成立党组纪检组。1993年5月18日，最高人民法院党组纪检组改成中央纪委派驻纪检组，与最高人民法院内设的监察室合署办公。2005年8月24日，中央纪委对驻最高人民法院纪检组实行统一管理，派驻纪检组由中央纪委和最高人民法院党组双重领导，改成由中央纪委直接领导。派驻纪检组与监察室继续合署办公。
2008年6月5日，《最高人民法院关于印发〈人民法院监察工作条例〉的通知》（法发〔2008〕17号）下发。《人民法院监察工作条例》第七条规定：“最高人民法院，高、中级人民法院设立监察室。基层人民法院设立监察室或者专职监察员。”第八条规定：“最高人民法院监察室在最高人民法院院长的领导下主管全国法院的监察工作。”第十一条规定：“最高人民法院监察室、高级人民法院以及副省级城市中级人民法院监察室设监察专员和监察员，中级人民法院和基层人民法院监察室设监察员。”“各级人民法院应当尽可能选派法官或者具有法官任职资格的人员担任监察专员和监察员。”“人民法院可以在本院监察部门以外的其他部门选任兼职监察员，其从事的兼职监察工作由所在法院监察部门领导。”第十五条规定：“最高人民法院监察室对下列单位、部门和人员实施监察：（一）本院各部门及其法官和其他工作人员；（二）省、自治区、直辖市高级人民法院及其院长、副院长、副院级领导干部、监察室主任。”
1998年5月11日，最高人民法院公布《最高人民法院法官违法违纪举报中心工作办法》，设立最高人民法院法官违法违纪举报中心。2009年1月8日，最高人民法院颁行《关于“五个严禁”的规定》，同时重新公布举报电话。2009年5月6日，最高人民法院召开新闻发布会，正式宣布最高人民法院法官违法违纪举报中心网站（不久改为“人民法院工作人员违纪违法举报中心”）开通。2010年2月3日，最高人民法院要求全国各高级人民法院都要建立举报受理网站，并和最高人民法院法官违法违纪举报中心网站联网对接。到2011年，全国32个高级人民法院的举报网站建设完成。
2013年1月31日，《最高人民法院关于印发修订后的〈人民法院监察工作条例〉的通知》（法发〔2013〕3号）下发。修订后的《人民法院监察工作条例》第七条规定：“最高人民法院、高级人民法院应当设立监察局。中级人民法院应当设立监察处。”第八条规定：“最高人民法院监察局在最高人民法院院长的领导下主管全国法院的监察工作。”第九条规定：“最高人民法院、高级人民法院监察局设局长一名，设副局长一至三名。”“各级人民法院监察部门负责人一般应当从法官或者具有法官任职资格的人员中选任。”第十条规定：“最高人民法院和高级人民法院监察局根据工作需要设立内设机构，负责信访举报、案件查处、监督检查、审务督察、综合调研等工作。”第十一条规定：“最高人民法院监察局可以设局级监察专员。”“各级人民法院应当尽可能选派法官或者具有法官任职资格的人员担任监察专员、专职监察员。”
2014年9月29日，最高人民法院公布《关于人民法院纪检监察部门履行监督责任的实施意见》。
2016年，最高人民法院党组审议通过《专职党务干部（廉政监察员）管理暂行办法》，专职党务干部（廉政监察员）由副局级干部担任，作为部门领导班子成员并任所在部门中共党组织副书记，主要职责为协助所在部门党组织书记落实日常党建工作任务，承担所在部门反腐倡廉工作任务。专职党务干部（廉政监察员）由机关党委、监察局以及所在部门共同管理，以机关党委、监察局的管理为主。
2018年6月20日，经中共中央批准，根据党章党规和宪法、监察法有关规定，中央纪委国家监委统一设立派驻机构，名称为中央纪律检查委员会国家监察委员会派驻纪检监察组。最高人民法院设立“中央纪律检查委员会国家监察委员会驻最高人民法院纪检监察组”。由此，最高人民法院监察局改与中央纪委国家监委驻最高人民法院纪检监察组合署办公。
2020年，中央编办正式批准最高人民法院监察局更名为督察局，并明确了督察局的主要职责。

## 职责
根据2013年1月31日最高人民法院修订后的《人民法院监察工作条例》，第十四条规定：“人民法院监察部门的主要职责是：
- （一）检查人民法院及其法官和其他工作人员遵守和执行国家法律、法规的情况；
- （二）制定和完善人民法院廉政制度，检查人民法院及其法官和其他工作人员执行廉政制度的情况；
- （三）受理对人民法院及其法官和其他工作人员违纪违法行为的控告、检举；
- （四）调查处理人民法院及其法官和其他工作人员违反审判纪律、执行纪律及其他纪律的行为；
- （五）受理法官和其他工作人员不服纪律处分的复议和申诉；
- （六）组织协调、检查指导、督察纠正人民法院及其法官和其他工作人员损害群众利益和损害司法公信的不正之风；
- （七）组织协调、检查指导预防腐败工作，开展对法官和其他工作人员司法廉洁和遵纪守法的教育。”

第十五条规定：“最高人民法院监察局对下列单位、部门和人员实施监察：
- （一）本院各部门及其法官和其他工作人员；
- （二）高级人民法院及其院长、副院长、副院级领导干部、监察局局长。”

第十八条规定：“上级人民法院监察部门可以办理下一级人民法院监察部门管辖范围内的监察事项；必要时可以办理所辖各级人民法院监察部门管辖范围内的监察事项。”
目前监察局“对下级法院监察部门进行工作领导和业务指导；对最高人民法院机关及其内设机构、直属单位全体工作人员和高级人民法院院级领导干部执行国家法律法规、最高人民法院决定决议和法院工作纪律的情况进行监督检查；按照监察权限范围受理对法院工作人员违纪行为的控告举报，查办法院工作人员的违纪案件，受理法院工作人员不服政纪处分的申诉。”

## 历任领导
| 局长 …… - 蒋福康（？—2001年，纪检组副组长兼监察室主任） - 曲淑辉（2001年—2006年，纪检组副组长兼监察室主任） - 何昕（2006年4月—2009年11月，纪检组副组长兼监察室主任） - 任卫华（？—？，纪检组副组长兼监察室主任） - 周小莹（？—2016年12月，纪检组副组长兼监察局局长） - 何莉（2017年5月—2021年2月） - 李成玉（2021年2月—） | 副局长 …… - 王飞（？—？，监察室副主任） - 韩远征（？—？，监察室副主任） - 何莉（？—？） - 董炜（？—？） - 刘书声（？—） - 朱运德（？—） - 陈春梅（2021年—） |

## 中央纪委国家监委驻最高人民法院纪检监察组
2018年改革前为中央纪委驻最高人民法院纪检组。

| 组长 - 项华（？—？，兼最高人民法院党组成员） - 刘法合（？—2002年，兼最高人民法院党组成员） - 李玉成（2002年—2008年8月，兼最高人民法院党组成员） - 张建南（2008年8月—2016年6月，兼最高人民法院党组成员） - 刘海泉（2016年6月—2021年10月，兼最高人民法院党组成员） - 穆红玉（2021年12月—2022年10月，兼最高人民法院党组成员） - 张荣顺（2022年10月—，兼最高人民法院党组成员） | 副组长 …… - 蒋福康（？—？） - 冷德森（？—？） - 曲淑辉（2001年—2006年） - 何昕（2001年4月—2009年11月） - 任卫华（？—？） - 周小莹（2008年—2016年12月） |